# Musée juif de Lettonie
Le musée juif de Lettonie (letton : Muzejs "Ebreji Latvijā") est situé à Riga en Lettonie. La mission de ce musée est de transmettre l'histoire et la culture sur les Juifs de Lettonie. Le musée est fondé en 1989 et est dirigé par la communauté juive lettone.

## Histoire
Le musée est fondé par des survivants de la Shoah en Lettonie, d'abord un centre de documentation puis dès 1996, une exposition permanente s'installe. Le musée possède une collection de 14 000 objets des documents, photos, livres. Différents évènements culturels et programmes éducatifs se déroulent en son sein.

## Exposition

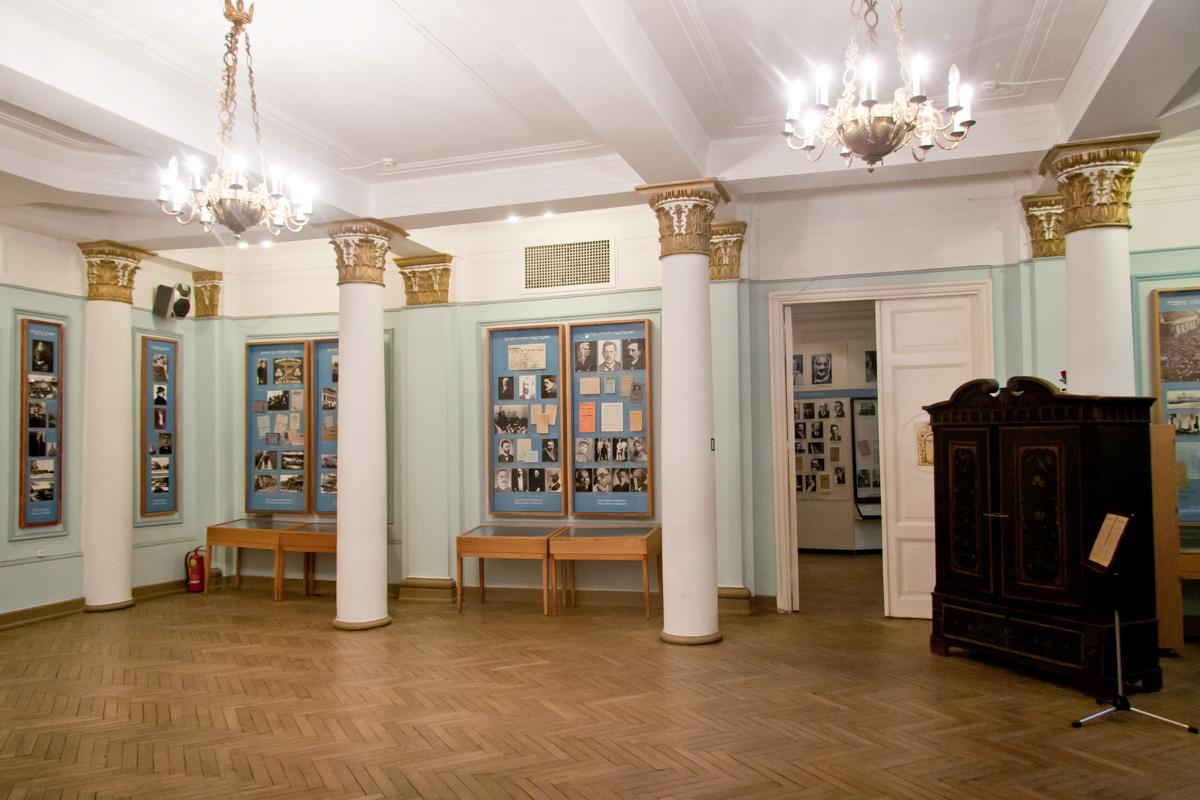
Exposition au musée.

L'exposition du musée se compose de trois parties : des origines des Juifs en Lettonie au XVIe siècle, jusqu'à l'année 1918, dans l'entre-deux-guerres, puis dans le cadre de la Shoah en Lettonie. L'exposition présente la vie sociale, économique, politique, intellectuelle, religieuse, le statut juridique des Juifs ainsi que leur participation à divers événements historiques en Lettonie. Une partie est consacrée aux Justes parmi les nations qui ont sauvé des Juifs de la mort.

## Bâtiment
Le musée est situé dans un bâtiment construit en 1913-1914.  Une troupe de théâtre juive faisant des représentations dans le bâtiment dès 1926. Il abritait différentes organisations juives et une bibliothèque. Au cours de la Seconde Guerre mondiale, il est transformé en un club pour officiers nazis. Sous le régime de la République socialiste soviétique de Lettonie s'y tenaient des réunions politiques dont le congrès du parti communiste. Le bâtiment est rendu à la communauté juive au début des années 1990. Il est catalogué comme patrimoine protégé.

## Collection du musée
La collection du Musée Juif de Lettonie est la base sur laquelle le musée fonde son organisation d'expositions et de recherches. Actuellement, le musée compte environ 14 000 objets et documents. Parmi ces objets, 5 000 constituent le stock principal qui est inclus dans la collection nationale des musées lettons. La collection regroupe des documents, photos, livres et objets. On y retrouve également une collection de mémoires XIX-XXe siècles, une collection abondante de photos de famille ainsi que des matériaux de diverses organisations juives de l'entre-deux-guerres.

## Autres lieux de commémoration de la présence juive en Lettonie
Il existe de manière complémentaire divers lieux de commémoration : 
- musée letton des occupations (1993)[4] (Raina Bulvaris)
- musée des victimes du génocide (site de la Gestapo, puis du KGB, Stabu iela)[5]
- Musée du ghetto de Riga et de l'holocauste en Lettonie (quartier de Spikeri), Mémorial au Ghetto de Riga, Riga Choral Synagogue (Gogola iela 25)
- Musée de la Lettonie, sections Holocauste en Lettonie et Ghetto de Riga
- Žanis Lipke Memorial (Riga)[6]
- Jewish Memorial, Bikernieki (Riga)
- hors Riga
  - Mémorial au camp de Salaspils
  - Mémorial au Riga-Kaiserwald (camp de concentration)
  - Mémorial du massacre de Rumbula
  - (camp de concentration de Jungfernhof)
  - (ghetto de Daugavpils)
  - (massacres de Liepāja et Šķēde)